# Yeom Ki-hun
Yeom Ki-hun, Hangul 염기훈 (ur. 30 marca 1983 w Haenam) – południowokoreański piłkarz grający na pozycji pomocnika. Obecnie zawodnik klubu Suwon Samsung Bluewings.

## Kariera klubowa
Yeom Ki-hun jest wychowankiem Honam University. W 2006 roku dołączył do drużyny z K-League, Jeonbuk Hyundai Motors. W tym klubie występował do końca sezonu 2006/2007. W 2007 roku został zawodnikiem Ulsan Hyundai Horang-i. Po dwóch latach gry w tym klubie, Yeom w 2010 roku został piłkarzem Suwon Samsung Bluewings.

## Kariera reprezentacyjna
Yeom Ki-hun w reprezentacji Korei Południowej zadebiutował w 2006 roku. Grał na Pucharze Azji 2007 oraz Mistrzostwa Świata w 2010 w Południowej Afryce.